# Przyszowa
Przyszowa est une localité polonaise de la gmina de Łukowica, située dans le powiat de Limanowa en voïvodie de Petite-Pologne.